# خانه محمدعلی سپانلو
منزل استاد محمدعلی سپانلو مربوط به دوره پهلوی دوم است و در تهران، انتهای بلوار کشاورز، ابتدای خیابان جمالزاده شمالی بن بست سرو پلاک ۴واقع شده و این اثر در تاریخ ۱ مهر ۱۳۸۲ با شمارهٔ ثبت ۱۰۴۰۶ به‌عنوان یکی از آثار ملی ایران به ثبت رسیده است.

## نگارخانه

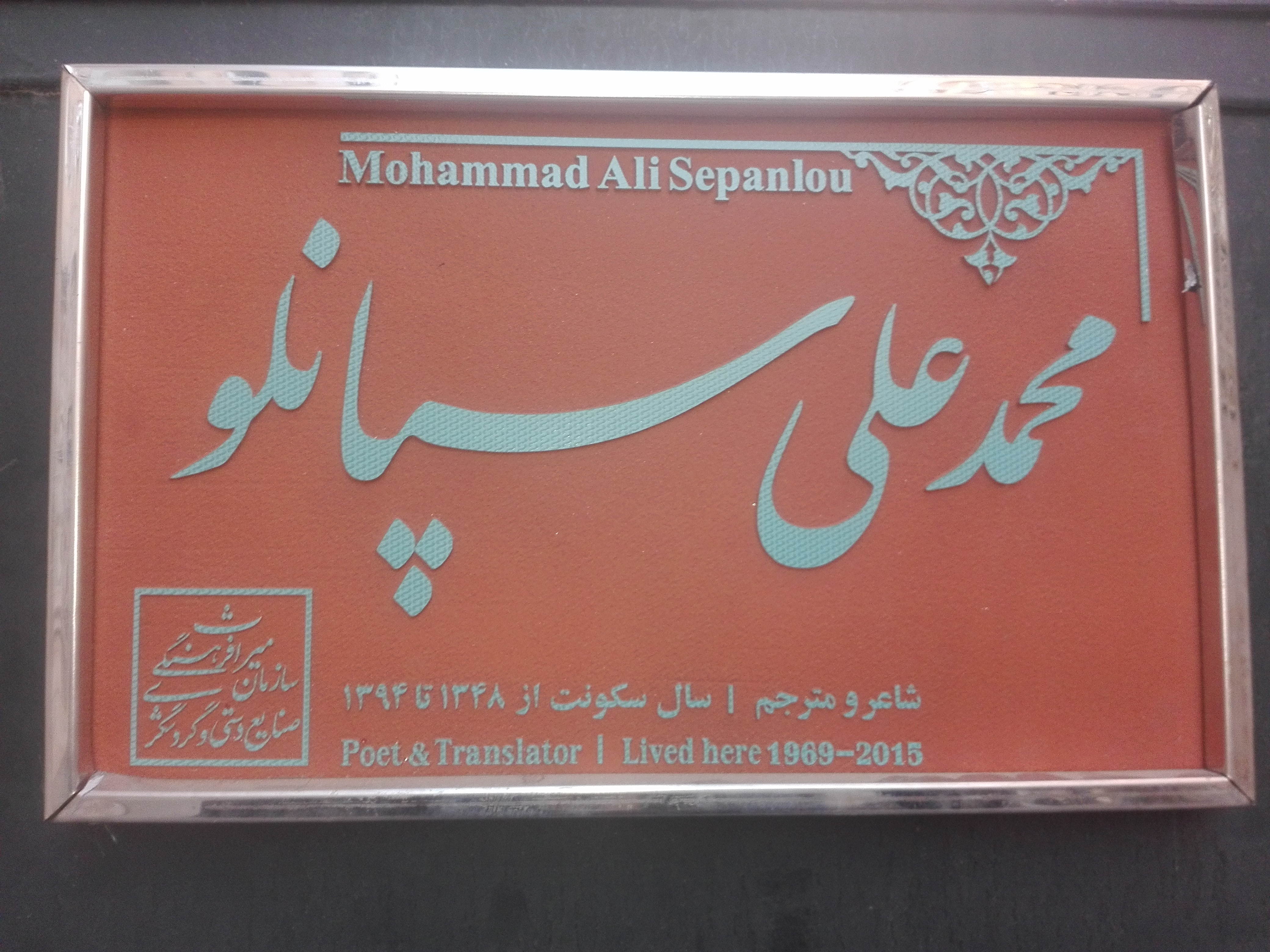
منزل استاد محمد علی سپانلو

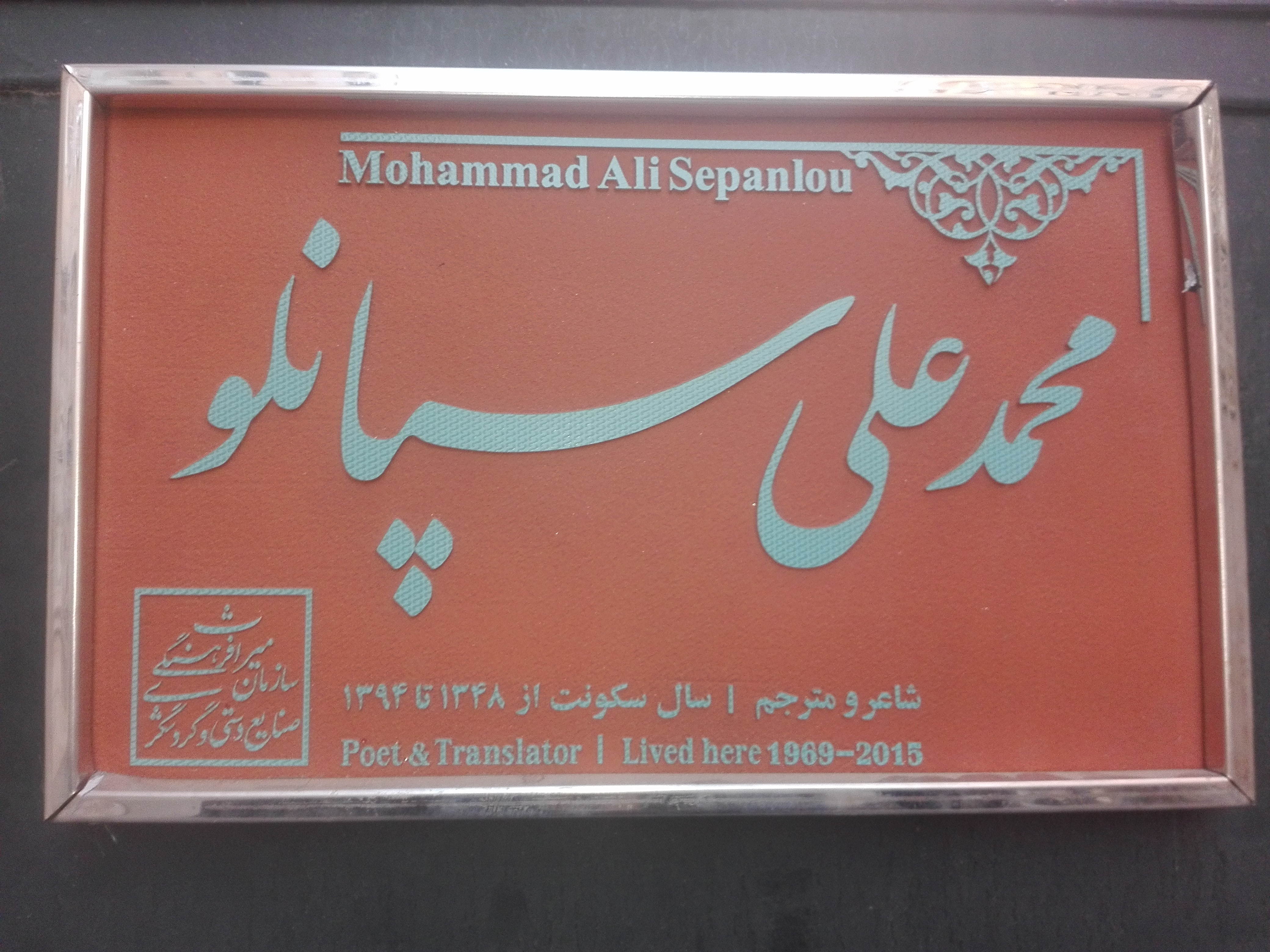
منزل استاد محمد علی سپانلو
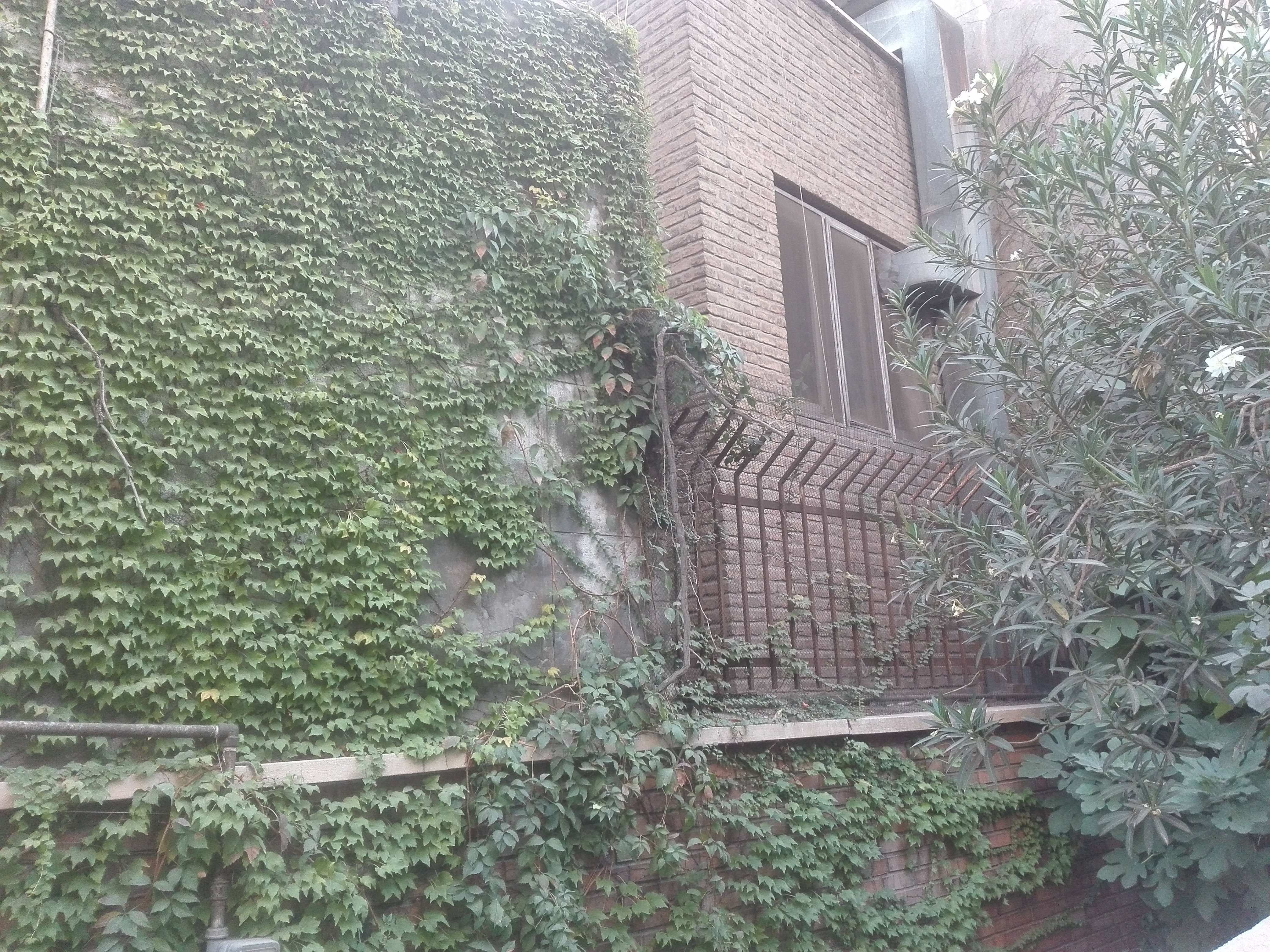
دیواره منزل استاد محمد علی سپانلو